# Zionistische Sozialistische Arbeiterpartei
Die Zionistische Sozialistische Arbeiterpartei (russisch Сионистско-социалистическая рабочая партия) war eine Partei in Russland von 1905 bis 1917.

## Geschichte
1905 wurde in Odessa die Zionistische Sozialistische Arbeiterpartei gegründet. Sie entstand aus der jüdischen Bewegung Wosroschdenije. Die Zionistische Partei befürwortete ein eigenes jüdisches Land, jedoch nicht in Palästina, sondern unter Umständen in Uganda. Sie strebte eine sozialistische Gesellschaft an. Die Partei akzeptierte terroristische Aktionen gegen den russischen Staat als Mittel des politischen Kampfes.
Mitglieder der Partei nahmen aktiv an den revolutionären Kämpfen 1905 in Russland teil. Bald nach ihrer Gründung war sie nach dem Bund die zweitgrößte jüdische Partei in Russland. Die Partei stand der sozialistischen Zweiten Internationale nahe und hatte auf deren Kongress 1907 in Stuttgart ein beratendes Mandat.
Nach 1907 emigrierten viele Mitglieder aus Russland, das schwächte die Partei.
1917 schloss die Zionistische Sozialistische Arbeiterpartei sich mit der Jüdischen Sozialistischen Arbeiterpartei zur Vereinigten Jüdischen Sozialistischen Arbeiterpartei zusammen.